# Балут
Балут, балют — варене качине яйце, у якому вже сформувався плід із пір'ям, хрящами й дзьобом. Уживається в їжу переважно народами Камбоджі й Філіппін. Йому приписуються деякі чудодійні властивості.
Балут філіппінці вживають щодня, він є невід'ємною частиною їхнього харчового раціону. Ця страва, для даного народу, є винятково чоловічою, тому що вважається, що вона впливає на потенцію. Особливо підкреслюються властивості навколоплідного соку, що зберігається в якісному балуті. Виробництво балута на Філіппінах поставлено на індустріальну основу, і розглядається можливість постачання у Європу.
Балуту також приписують властивості афродизіаку. Попри тиск західно-релігійних міркувань і економіко-дипломатичних погроз народ Філіппін продовжує вживати цю національну страву.